# Athene cretensis
Athene cretensis (сич критський) — вимерлий вид совоподібних птахів родини совових (Strigidae), що мешкав в плейстоцені на острові Крит у Східному Середземномор'ї і був описаний у 1982 році. Також рештки цього виду були знайдені на острові Арматія. Критський сич досягав висоти 60 см і, ймовірно, був нелітаючим. Він вимер, коли на острові з'явилися люди.